# Qualificazioni al campionato europeo femminile di calcio 2017 - Fase a gironi, gruppo 4
Il gruppo 4 delle qualificazioni al campionato europeo femminile di calcio 2017 è composto da cinque nazionali: Danimarca, Moldavia, Polonia, Slovacchia e Svezia. La composizione degli otto gruppi nella fase a gironi di qualificazione venne decisa dal sorteggio tenutosi il 20 aprile 2015.
Il torneo si è disputato con la formula del girone all'italiana, con le squadre che si sono affrontate con partite di andata e ritorno. La vincitrice del girone si è qualificata direttamente per la fase finale del torneo, mentre la seconda classificata è stata direttamente qualificate se risultata una delle sei migliori seconde tra tutti gli otto gruppi (non contando i risultati contro le squadre giunte al quinto posto nel girone); in caso contrario le due restanti si sono giocate la partecipazione alla fase successiva nella fase dei play-off.

## Classifica finale
| Squadra    | Pt | G | V | N | P | GF | GS | DR  |
| ---------- | -- | - | - | - | - | -- | -- | --- |
| Svezia     | 21 | 8 | 7 | 0 | 1 | 22 | 3  | +19 |
| Danimarca  | 19 | 8 | 6 | 1 | 1 | 22 | 1  | +21 |
| Polonia    | 10 | 8 | 3 | 1 | 4 | 10 | 16 | -6  |
| Slovacchia | 9  | 8 | 3 | 0 | 5 | 11 | 13 | -2  |
| Moldavia   | 0  | 8 | 0 | 0 | 8 | 1  | 33 | -32 |

|            | Danimarca (bandiera) | Moldavia (bandiera) | Polonia (bandiera) | Slovacchia (bandiera) | Svezia (bandiera) |
| ---------- | -------------------- | ------------------- | ------------------ | --------------------- | ----------------- |
| Danimarca  |                      | 4 - 0               | 6 - 0              | 4 - 0                 | 2 - 0             |
| Moldavia   | 0 - 5                |                     | 1 - 3              | 0 - 4                 | 0 - 3             |
| Polonia    | 0 - 0                | 4 - 0               |                    | 2 - 0                 | 0 - 4             |
| Slovacchia | 0 - 1                | 4 - 0               | 2 - 1              |                       | 0 - 3             |
| Svezia     | 1 - 0                | 6 - 0               | 3 - 0              | 2 - 1                 |                   |

## Risultati
Tutti gli orari sono CEST (UTC+2) per le date dal 29 marzo al 24 ottobre 2015 e tra il 27 marzo e il 29 ottobre 2016, per le altre date sono CET (UTC+1).
| Arbitro: | Riem Hussein |

|  |           |                                              |
|  | Marcatori | 1’ Schough 42’ (rig.) Schelin 88’ Hammarlund |

| Arbitro: | Morag Pirie |

|                                 |           |  |
| Hurtig 21’ Schough 52’ Diaz 72’ | Marcatori |  |

| Arbitro: | Stéphanie Frappart |

|                           |           |  |
| Chudzik 18’ Grabowska 63’ | Marcatori |  |

| Arbitro: | Olga Zadinová |

|                                           |           |  |
| Troelsgaard 24’ Harder 35’ Nadim 52’, 89’ | Marcatori |  |

| Arbitro: | Mihaela Gurdon Basimamović |

|                                                              |           |  |
| Bíróová 50’ Fecková 81’ Škorvánková 85’ Vojteková 87’ (rig.) | Marcatori |  |

| Arbitro: | Kateryna Monzul' |

|           |           |  |
| Seger 59’ | Marcatori |  |

| Arbitro: | Knarik Grigoryan |

|  |           |                 |
|  | Marcatori | 34’ Troelsgaard |

| Arbitro: | Viola Raudziņa |

|              |           |                                        |
| Andone 90+3’ | Marcatori | 56’ Pajor 63’ Daleszczyk 81’ Grabowska |

| Arbitro: | Gordana Kuzmanović |

|  |           |                                            |
|  | Marcatori | 28’, 54’ Fecková 32’ Ondrušová 86’ Bíróová |

| Tychy 7 aprile 2016, ore 20:00 | Polonia       | 0 – 0 referto | Danimarca | Tychy City Stadium (5 248 spett.)\| Arbitro: \| Sandra Bastos \| |
| Arbitro:                       | Sandra Bastos |               |           |                                                                  |

| Arbitro: | Eleni Lampadariou |

|  |           |                                              |
|  | Marcatori | 27’ Appelqvist 55’ Sembrant 63’ Blackstenius |

| Arbitro: | Esther Azzopardi |

|                                    |           |                |
| Vojteková 76’ (rig.) Hmírová 90+3’ | Marcatori | 30’ Daleszczyk |

| Arbitro: | Olga Zadinová |

|  |           |                                                |
|  | Marcatori | 40’ Ilestedt 60’ Schelin 70’ Asllani 87’ Rolfö |

| Arbitro: | Carina Vitulano |

|                                                    |           |  |
| Harder 28’ Nadim 49’, 60’ (rig.) Troelsgaard 90+2’ | Marcatori |  |

| Arbitro: | Graziella Pirriatore |

|                                                                    |           |  |
| Munteanu 34’ (aut.) Asllani 41’, 61’ Rolfö 48’, 88’ Berglund 90+3’ | Marcatori |  |

| Arbitro: | Efthalia Mitsi |

|                                                         |           |  |
| Troelsgaard 18’, 27’, 62’ Harder 24’, 41’ Rasmussen 53’ | Marcatori |  |

| Arbitro: | Anastasija Pustovojtova |

|                               |           |                |
| Appelqvist 23’ Hammarlund 65’ | Marcatori | 59’ Fischerová |

| Arbitro: | Eleni Antoniou |

|  |           |                                    |
|  | Marcatori | 3’, 68’ Nadim 18’, 33’, 74’ Harder |

| Arbitro: | Simona Ghisletta |

|                                                          |           |  |
| Pajor 43’ Daleszczyk 64’ Arnautu 68’ (aut.) Winczo 90+1’ | Marcatori |  |

| Arbitro: | Jana Adámková |

|                         |           |  |
| Rasmussen 12’ Nadim 47’ | Marcatori |  |

## Statistiche

### Classifica marcatrici
7 reti
- Pernille Harder

- Nadia Nadim (1 rig.)

6 reti
- Sanne Troelsgaard Nielsen

3 reti
- Katarzyna Daleszczyk
- Dana Fecková

- Kosovare Asllani

- Fridolina Rolfö

2 reti
- Johanna Rasmussen
- Dominika Grabowska
- Ewa Pajor

- Alexandra Bíróová
- Jana Vojteková (2 rig.)
- Emilia Appelqvist

- Pauline Hammarlund
- Lotta Schelin (1 rig.)
- Olivia Schough

1 rete
- Ludmila Andone
- Natalia Chudzik
- Agnieszka Winczo
- Patrícia Fischerová
- Patrícia Hmírová

- Lucia Ondrušová
- Dominika Škorvánková
- Emma Berglund
- Stina Blackstenius
- Malin Diaz Pettersson

- Lina Hurtig
- Amanda Ilestedt
- Caroline Seger
- Linda Sembrant

Autoreti
- Ana Arnautu (a favore della Polonia)

- Natalia Munteanu (a favore della Svezia)